# 라이슬로이퍼

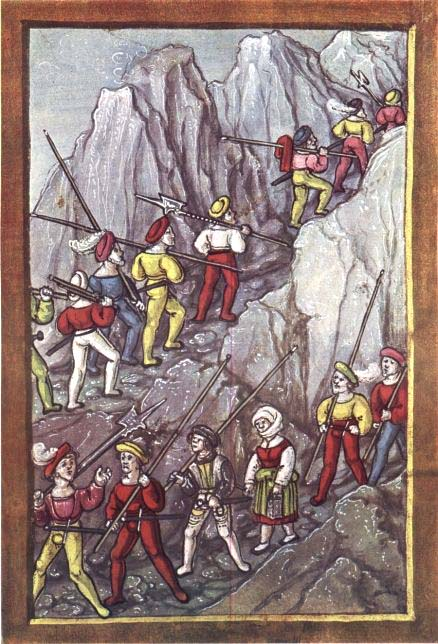
알프스를 넘는 스위스 용병(Luzerner Schilling)

라이슬로이퍼(독일어: Reislaufer [raislcyfɐ][*])는 스위스 출신의 용병이다. 가깝게는 근세(Early Modern period)부터 멀게는 계몽 시대(European Enlightenment)가 포함된 중세 후기(Later Middle Ages)까지 외국, 특히 프랑스에 고용되어 전력으로 활용된 병사들로 유명하다. 그들의 용병으로써의 전력은 르네상스 시기에 최고조에 달했으며 전장에서 증명된 전투력은 이후에도 세계 최고의 용병으로 자리매김 하고있다.
윌리엄 세익스피어의 햄릿에서 4악장 5번째 씬에서 스위스 용병을 가리켜 "Switzers" 라고 했다.

## 우위
중세 후기 용병전력은 백년전쟁(Hundred Years War)과 기타 분쟁들을 겪어온 베테랑들로써, 한시적 복무가 아닌 직업적 군인으로 유럽 각국에서 중요하게 평가받았고, 전투 지휘관들 역시 급하게 편성된 농노 전력보다는 장기간 전장에서 단련된 병사들과 함께 전쟁을 수행하고자 하였다. 스위스 용병(Reisläufer)은 장창(pike)과 핼버드(halberd)를 이용한 결연한 집단 공격력 덕분에 중세 후기에 그 전력 가치를 인정받았다. 스위스 지방정부에 의뢰만 하면 언제든지 준비된 스위스 용병단을 고용할 수 있었기 때문에 이들은 특히 매력적인 요소였다. 스위스엔 수많은 스위스 주(canton)들이 존재하였고, 각각의 주마다 존재하는 지방정부는 병사들을 선발해 무장시키고 언제든지 전쟁을 수행할 수 있도록 훈련시키는 민병대 운용 조직이 있었다. 흥미로운 사실은 스위스 자체도 때로는 그들을 개개인 자격으로 혹은 작은 규모로 고용하여 운용하였다는 것이다.
스위스 각 주의 전사들은 13세기 초부터 오스트리아의 합스부르크(Habsburg)의 모르가르텐(Morgarten)과 라우펜(Laupen)에서 중무장 기사들과 싸워 승리해 국권을 사수한 이후로 유명세를 타기 시작하였다. 이후 이탈리아 북부까지 영역을 확장하는 과정에서 그 평판과 명성은 더욱 올라갔다. 15세기에 이르러 이들은 용병으로써 가치가 높아졌고, 부르고뉴 전쟁(Burgundian Wars)에서 혁혁한 승리를 연거푸 거둠으로써 그 가치를 입증했다. 결과적으로 이들은 고용상태에 따라서 때로는 독자적인 전투단으로, 때로는 스위스 주 방위군으로 각지를 누볐다. 스위스 용병을 의미하는 그들의 용어 Reisläufer는 글자 그대로 "전쟁에 나가는 사람"이라는 뜻이며, "군사작전"(military campaign)을 의미하는 중북부 독일어에서 전해진 말이다.
스위스 용병은 상당히 긴 파이크를 들고 거대한 종대(columns)를 구성해 머리를 밀치는 공격 전술과 포로를 사로잡는걸 원치 않는 거침없는 승리의 행진은 무서운 공포와 경외를 불러일으켰으며 마키아벨리(Machiavelli)는 이들의 전투 방식을 자신의 저서 군주론(The Prince)에서 강연한 적이 있을 정도이다. 프랑스의 발루아(Valois) 왕은 스위스 창병(pikemen)을 보병 전력 핵심으로 삼지 않고서는 전투에서 이길 수 없다고 생각하기까지 하였다 (비록 흔히 "pikemen"으로 표현했지만 스위스 용병 유닛에는 16세기 동안 10년간 핼버드(halberdier)가 유닛으로 포함되어 있었지만, 충분히 작은 숫자의 잘 무장된 무기인 석궁과 조잡한 화기류를 사용해 공격 종대가 전진하기 전에 민첩하게 먼저 앞장섰다).
젊은이들은 전장에 싸우러 나갔고 때로는 죽기도 하였지만 외국에서의 복무는 많은 동기를 유발하였는데, 여전히 농업에 의존하는 낙후된 스위스보다는 경제적으로 나았기 때문에, 또는 모험심으로, 혹은 스위스 용병이라는 자부심으로, 그리고 군사 역사가 찰스 오만 경(Sir Charles Oman)이 지적하였듯 두 세기에 걸쳐 축적된 전투에 대한 순수한 열정과 사랑으로 이들은 끊임없이 용병으로 나아갔다.

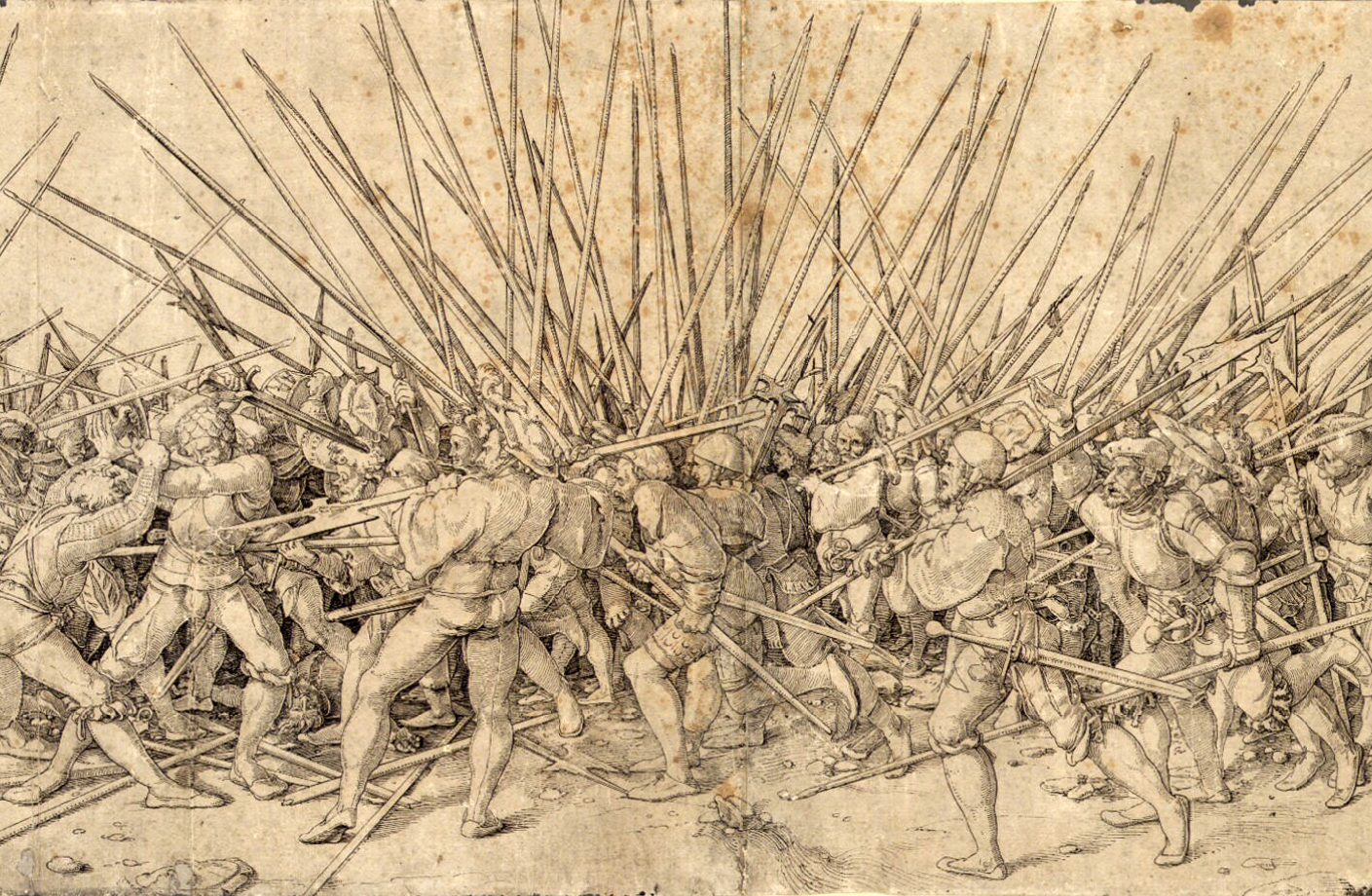
"Bad War." (한스 홀베인)

## 이탈리아 전쟁과 란츠크네흐트
대략 1490년까지 스위스는 창을 사용하는 용병을 독점으로 공급하다시피 하였다. 그러나 이후에 유사 용병들이 나타나기 시작하였는데, 이들 대부분은 란츠크네흐트(Landsknechts)들이었다. 슈바벤(Swabia) 부근에서 처음으로 대량으로 나타나기 시작한 이 독일 용병들은 스위스 용병의 전술에 숙달되어 있었으며 이들은 점차 유럽 각지에 진출하기 시작하였다. 비록 이들은 스위스 용병과 같이 가공할 수준은 아니었지만 이들은 더욱 고용하기가 쉬웠으며, 1515년 스위스가 중립을 선포한 뒤로는 스위스 용병들이 왕립 프랑스군에서만 일하게 된 반면, 란츠크네흐트들은 돈만 주어진다면 신성 로마 제국 황제(Holy Roman Emperor)의 적에게라도 고용되어 싸웠으며, 심지어는 스위스 용병들도 거부한 전장에서 동포끼리 싸우는 것도 주저하지 않았다. 이들 란츠크네흐트들은 처음에는 스위스식의 밝고 화려한 복장을 착용하였지만 얼마 안가서는 적어도 복장의 화려함만큼은 스위스 용병을 뛰어넘게 되었다.
스위스는 이들 모방한것을 칭찬하지 않았지만 이 두 용병단은 고용에서, 그리고 전장에서 극한의 경쟁상대가 되었다. 이들은 16세기 초, 대 이탈리아 전쟁(Great Italian Wars)에서 주요 국가의 분쟁기간 서로 자주 적으로 만나게 되었다. 스위스는 보통 "창으로 밀어붙이는 전술"(push of pike)을 사용하였지만 전투 결과는 야만적이고 참혹한 것 그 자체였고, 이탈리아인들은 이를 "나쁜 전쟁"(bad war)이라고 불렀다. 이 시기의 전문가인 한스 홀베인(Hans Holbein)과 같은 이들은, 거대한 장창을 든 두 종대가 맞닥뜨리는 일은 전투의 큰 소용돌이를 불러일으켰으며 양측에서 무시무시한 수의 사상자들을 낳았다고 증언했다.
란츠크네흐트와의 경쟁에도 불구하고, 그 뒤에 스위스 용병을 모방한 기타 군대(가장 두드러진것은 스페인에서 그 유명한 테르시오(Tercios)라는 보병 대형으로 한가지 요소인 파이크 사용을 채택했다.)의 위협에도 불구하고 스위스 용병의 가치는 1480년에서 1525년 사이에 정점에 달했다. 특히나 노바라 전투(Battle of Novara)의 경우 거의 완벽한 스위스 용병의 승리였다. 비록 1515년의 끔찍한 마리냐노 전투(Battle of Marignano)에서는 거의 패배에 가까운 결과를 낳았지만 광포한 전투력과 질서정연한 퇴각은 여전히 찬사를 불러왔다.

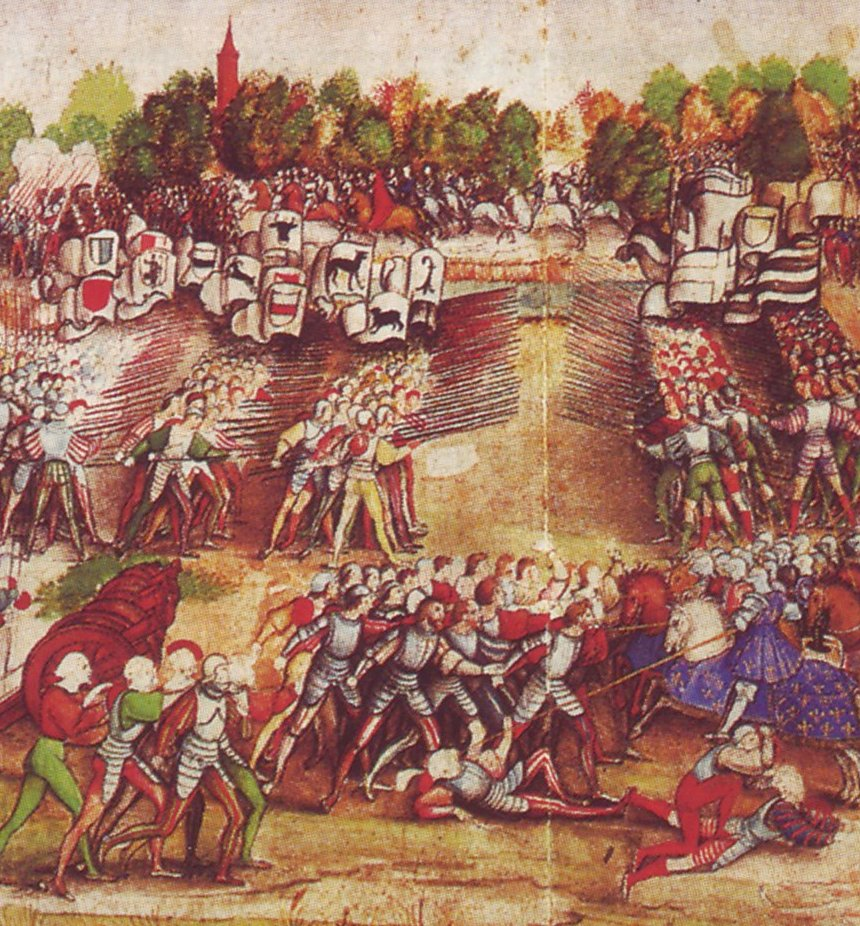
마리냐노 전투에서 프랑스 측에 선 란츠크네흐트 용병의 공격을 받는 스위스(오른쪽)

그러나 마리냐노 전투는 스위스식 전술이 이제는 더 이상 먹혀들지 않는다는 사실의 전조였다. 결국 스위스의 두 세기간에 걸친 빛나는 전력은 비코카 전투(Battle of Bicocca)에서 재앙으로 종결되었다. 스페인군과 란츠크네흐트의 연합군은 축성과 신기술의 도입으로 스위스 용병들에게 괴멸적인 피해를 안겼으며 이는 스위스 용병 자신들의 전투력을 맹신한 오만과 과다한 자신감에서 비롯된 일이었다. 프랑스 왕에게 고용된 이 스위스 용병들은 돌파 불가능한 방어선 앞에서 거듭된 진격만을 하다가 화포 공격에 무너져버렸다. 결과는 지금껏 스위스가 겪어보지 못한 막대한 사상자만 남았을 뿐, 적에게 준 타격은 극히 미미할 뿐이었다. 오만과 자신감 외에 또다른 패배요인은 스위스 용병들이 본래 농부라는 점에 기인한다. 전투가 끝나면 재빨리 고향으로 돌아와 밭일을 해야하는 이들은 종종 서둘렀고, 신중하지 못하였으며, 승리에 대한 막연한 희망으로 잘 알려지지 않은 전장에 뛰어들어 전리품을 챙기고, 급여를 받아 귀환하는 것이었다.
비코카에서의 끔찍한 타격으로 스위스 용병들의 전투력은 이후 수년간 제대로 발휘되지 못하였다. 이들이 3년 뒤 세기의 격전이었던 파비아 전투(Battle of Pavia)에서 보여준 전투력은 당시 사람들에게 평범함 그 자체였다고 평가되었으며 이 전투는 종종 스위스 용병의 내리막길이 시작된 지표로 그려진다.

## 구성과 전술
스위스 용병들의 전투 대형은 주 방위를 위한 군대와 상이하다. 스위스 주 방위군의 대형은 선봉(Vorhut), 중군(Gewalthut), 후방(Nachhut)의 셋으로 나뉘며, 규모는 각각 다르지만 대개 사다리꼴 형태로 대형을 만든다. 반면 용병으로 싸울때는 거의 사각형 형태가 되어, 그들을 고용한 군대의 중앙에 자리잡는다. 마찬가지로 방위군은 빠른 이동에 의존하여 적과 교전하는 반면, 용병으로 싸울때는 속도를 내기보다는 서로 속도를 맞추어 동시에 밀고들어가듯한 전술을 사용한다.
이러한 창을 든 진군은 보병을 상대할 때는 그다지 큰 전과를 올리기가 어렵지만 기병의 돌격에 특히 효과적이다. 하지만 이들의 진군이 저지된다면 이들은 마리냐노에서 보았듯이 화기 공격에 상당한 취약성을 드러낸다. 스위스 용병 역시 석궁이나 화승총, 그리고 화포를 사용하지만 이들은 언제나 부차적 요소일 뿐, 대부분의 전력은 사각형의 창병 대열이다. 화기의 갑옷 관통력은 놀라웠지만 당시엔 아직 명중률이 떨어지는데다가 장전 속도도 느렸고, 습도에 특히 민감하였기 때문에 스위스 용병의 전술에는 어울리지 않았다.
스위스 용병들은 16세기가 되어서도 창병 우선 형태로 유지되었지만, 대형이나 전술은 그들이 일하고 있는 군대의 형태와 유사하게 변모되었다. 결과적으로 그들은 그들만의 색깔을 잃어버렸고, 다른 부대와 유사한 역할을 수행하는 일반 전력으로 바뀌어갔다.

## 군사적 우세의 종언
마리냐노와 비코카에서와 같이 스위스 창병은 화기에 취약하였지만 다른 면에서의 단점도 나타났다. 예를 들어 강철 로델라(rodela, 검의 일종) 또는 레이피어(rapier, 찌르기 전용 검)와 버클러(Buckler)로 무장한 스페인의 로델레로(rodelero)의 경우, 투구와 흉갑을 착용하였으며 스위스군보다 개인 전투력이 뛰어났다. 만일 이들이 전열을 채 갖추지 않은 스위스 창병들에게 돌진하여 미처 겨누지 못한 창 아래를 파고든다면 갑옷이나 방패 없는 창병들의 결말은 뻔한 것이었다. 스위스와 유사한 전술을 구사하는 독일 용병들은 라벤나 전투(Battle of Ravenna)에서 거의 학살에 가까운 피해를 보았다. 하지만 전열만 잘 갖춘다면 이러한 로델레로 같은 부대는 쉽게 무찌를 수 있다. 스위스 용병들은 세미나라 전투(Battle of Seminara)에서 로델레로 부대를 상대해 그러한 결과를 잘 입증하였다.

## 파비아 전투 이후
1525년경 맞이한 황금시대의 종언에도 불구하고 스위스 창병들은 16세기 유럽의 전장에서 주요 보병 전력으로 계속 활용되었다. 프랑스 종교전쟁(French Wars of Religion)중에 스위스 용병들은 그들의 명성을 다시한번 입증하였는데, 특히나 드뢰 전투(Battle of Dreux)에서 스위스 용병들은 전체 위그노(Huguenot) 군대를 저지하여 가톨릭(Catholic) 기병대의 역습을 가능하도록 한 공로를 세웠다.

### 프랑스 군대에서의 근무

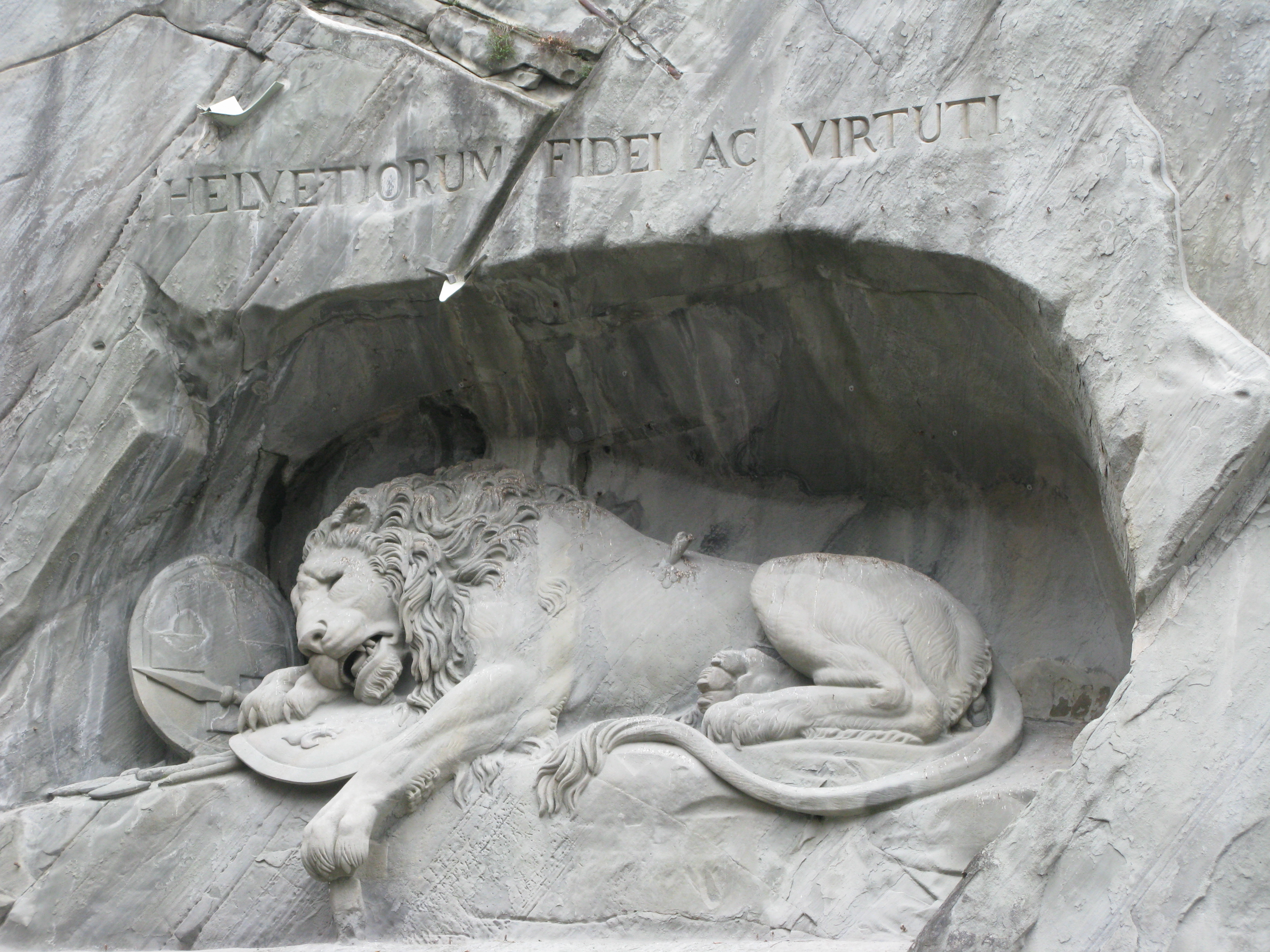
1792년 튈르리에서 스위스 근위대의 희생을 기념하여 스위스 루세네에 건립된 사자 기념비.

스위스 용병들은 17세기부터 19세기 동안에는 많은 국가들에 고용되었다. 그러나 가장 많은 수는 역시 프랑스에서 고용하였는데, 스위스 용병들은 늘 그래왔듯이 프랑스 보병 전력의 중요한 부분을 담당하였다. 프랑스에 고용된 13개 스위스 용병 연대중 가장 유명한 스위스 근위대 연대(Swiss Guard regiment)는 프랑스 위병들의 파란색 군복과 구별되는 빨간색 복장을 착용하였다. 17세기 이후로 스위스 용병들은 점차 그들의 상징이나 다름없는 장창을 버리고 프랑스의 다른 부대들과 마찬가지로 화승총으로 무장하였다.
끝까지 책임과 의무를 다하는 스위스 위병들은 1792년 8월 10일 프랑스 혁명(French Revolution) 당시 성난 폭도들로부터 이미 튈르리 궁전(Tuileries Palace)에서 달아난지 오래인 국왕 루이 16세(Louis XVI)를 수호하는 임무를 수행하다가 모두 살해되었다.
나폴레옹(Napoleon)의 군대 또한 스위스 용병들을 고용하였는데, 이들은 전과 마찬가지로 프랑스군과 구별을 위해 빨간색 군복을 착용하였다. 그러나 이 색상은 대개 나폴레옹의 적들(스페인 전역에서 영국 보병)의 군복 색깔과 유사하여 종종 혼동을 일으키는 요인이 되기도 하였다.

### 스페인 군대에서 근무
16세기 이후 스위스 용병들을 애용한 또다른 국가는 스페인이었다. 종교개혁(Protestant Reformation) 이후 스위스는 개신교(Protestant)를 추종하는 주들과 가톨릭을 추종하는 주들로 나뉘었다. 가톨릭을 추종하는 주 출신의 용병들은 16세기 이후 스페인의 합스부르크 군대에 점차 많은 수가 고용되었다. 스페인 군 내의 첫 정규 스위스 연대는 1574년 가톨릭을 추종하는 우리주(Uri) 출신의 발터 롤(Walter Roll)이었으며 스페인령 네덜란드에서 복무하였고, 17세기 중반에는 10개 이상의 연대들이 스페인군에 고용되었다. 17세기 후반 이들은 스페인과 그 식민지 소속으로 포르투갈과 싸우고, 카탈로니아(Catalonia) 반란을 진압하는데 투입되었으며 스페인 왕위계승전쟁(War of the Spanish Succession), 폴란드 왕위계승전쟁(War of the Polish Succession), 이탈리아에서 벌어진 오스트리아 왕위계승전쟁(War of the Austrian Succession), 그리고 미국 독립전쟁(American Revolution)과 연계되어 영국과의 전투에도 참여하였다. 스페인에서의 이들의 마지막 임무는 프랑스에 대한 반도 전쟁(Peninsular War)이었으며 끝까지 책임을 다한 6개 스위스 용병 연대가 수년간의 전투끝에 쓰러져갔다. 1823년 스페인에서의 스위스 용병들은 이제 그 자취를 감추게 되었다. 프랑스에서 복무한 스위스 용병들과 마찬가지로 스페인에서 복무한 스위스 용병들도 자신들의 전술과 복식을 사용하였다.

## 현대
1859년 이후 스위스는 세계에서 가장 유명한 단 하나의 용병부대인 바티칸 근위병(Vatican's Swiss Guard)만을 운용하고 있다. 이들은 5세기 동안 교황을 수호하였으며 스위스 용병들의 전성기를 상기시키는 다채로운 복장을 하고 있다. 20세기에 접어들어 이제는 금지되었음에도 불구하고 스위스인들은 개인 자격으로 외국의 군대에 복무하고 있으며 스페인 내란(Spanish Civil War) 당시에도 주로 공화파 군대로 참여하였다.

### 서적
- Führer, H. R., and Eyer, R. P. (eds.), Schweizer in "Fremden Diensten", 2006. In German.
- Lienert, Meinrad, Schweizer Sagen und Heldengeschichten, 1915. In German.
- Miller, Douglas, The Swiss at War, 1979.
- Oman, Sir Charles, A History of the Art of War in the Sixteenth Century, 1937.
- Oman, Sir Charles, A History of the Art of War in the Middle Ages, rev. ed. 1960.
- Richards, John, Landsknecht Soldier 1486-1550, 2002.
- Schaufelberger, Walter, Der Alte Schweizer und Sein Krieg: Studien Zur Kriegführung Vornehmlich im 15. Jahrhundert, 1987 (in German).
- Singer, P.W. "Corporate Warriors" 2003.
- Taylor, Frederick Lewis, The Art of War in Italy, 1494-1529, 1921.
- Wood, James B., The King's Army: Warfare, Soldiers and Society during the Wars of Religion in France, 1562-76, 1996.

- Führer, H. R., and Eyer, R. P. (eds.), Schweizer in "Fremden Diensten", 2006. In German.
- Lienert, Meinrad, Schweizer Sagen und Heldengeschichten, 1915. In German.
- Miller, Douglas, The Swiss at War, 1979.
- Oman, Sir Charles, A History of the Art of War in the Sixteenth Century, 1937.
- Oman, Sir Charles, A History of the Art of War in the Middle Ages, rev. ed. 1960.
- Richards, John, Landsknecht Soldier 1486-1550, 2002.
- Schaufelberger, Walter, Der Alte Schweizer und Sein Krieg: Studien Zur Kriegführung Vornehmlich im 15. Jahrhundert, 1987 (in German).
- Singer, P.W. "Corporate Warriors" 2003.
- Taylor, Frederick Lewis, The Art of War in Italy, 1494-1529, 1921.
- Wood, James B., The King's Army: Warfare, Soldiers and Society during the Wars of Religion in France, 1562-76, 1996.

### 온라인
- Fremde Dienste/Service étranger in  독일어, 프랑스어, 이태리어 in 온라인 Historical Dictionary of Switzerland.

### 필름
- Schweizer im Spanischen Bürgerkrieg (The Swiss in the Spanish Civil War), Director Richard Dindo, 1974 (English-language release 1982). In Swiss German with English sub-titles.